# ليزا (مغنية)
ليزا (هانغل: 리사) هي مغنية كورية جنوبية، ولدت في 25 فبراير 1980 في سول في كوريا الجنوبية.

## روابط خارجية
- ليزا على موقع IMDb (الإنجليزية)